# Klaus Kotzmann
Klaus Kotzmann (ur. 17 stycznia 1960 w Bitterfeld-Wolfen) – niemiecki florecista reprezentujący NRD, brązowy medalista mistrzostw świata.
Podczas mistrzostw świata w Wiedniu w 1983 roku reprezentanci NRD w składzie: Adrian Germanus, Klaus Kotzmann, Hartmuth Behrens i Jens Howe zdobyli srebrny medal w zawodach drużynowych. Był to jedyny medal wywalczony przez Kotzmanna w zawodach tego cyklu.
Na igrzyskach olimpijskich w Moskwie w 1980 roku zajął czwarte miejsce w zawodach drużynowych, a indywidualnie był dziewiąty.
Po zakończeniu kariery został trenerem, między innymi w klubie FC Tauberbischofsheim.